# Eilandstaat

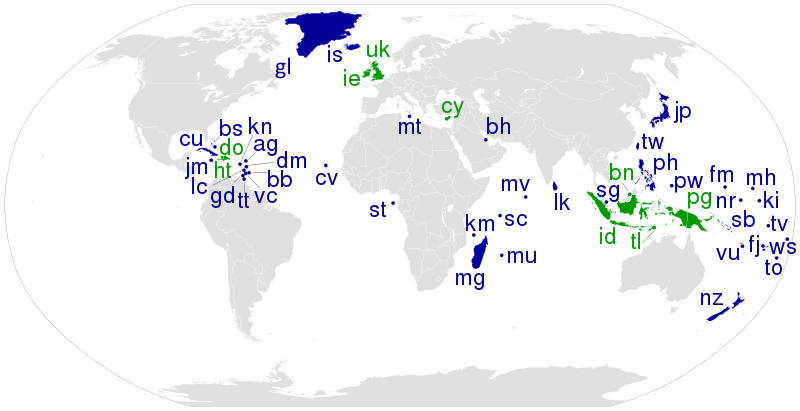
Eilandstaten op de wereld

Een eilandstaat is een staat (politiek) die geheel uit een eiland, meerdere eilanden, een eilandengroep of meerdere eilandengroepen bestaat en geen territorium op het vasteland heeft. Van de landen van de wereld zijn 47 landen eilandstaten (zie kaart), onder meer enkele van de kleinste staten van de wereld.
Eilandstaten kunnen worden onderscheiden in twee categorieën: enerzijds relatief grote, dichtbevolkte, nabij een continent gelegen eilanden, zoals Japan, Sri Lanka, de Filipijnen, Cuba, het Verenigd Koninkrijk, Ierland, Madagaskar en Indonesië. Deze staten delen culturele en politieke overeenkomsten met hun buren op het vasteland. Eilandstaten zoals deze zijn vaak in tactisch voordeel geweest: sommige waren geïsoleerd van oorlogen en hadden een maritiem voordeel, zowel op oorlogs- als handelsvlak.
De andere groep vormen kleine, geïsoleerde eilanden zoals Malta, de Comoren, de Bahama's, Tonga en de Maldiven. Deze hebben de neiging anders te zijn dan de omliggende landen en zijn economisch zeer kwetsbaar. Hun omvang betekent vaak dat de agrarische mogelijkheden gering zijn en dat er weinig grondstoffen zijn. Ze zijn daardoor afhankelijk van andere landen en leunen zwaar op de visserijsector. Bovendien leiden de gelimiteerde bestaansmogelijkheden tot een uittocht van vooral het jonge werkende deel van de bevolking dat zijn geluk elders gaat beproeven. Zo vertrokken veel IJslanders naar de VS, Canada of Scandinavische landen. Veel Pacifische eilanders namen de wijk naar Australië en Nieuw-Zeeland. Dit werkt vergrijzing in de hand en leidt tot een gebrek aan goed opgeleide werkkrachten (brain drain). De geïsoleerde ligging maakt dat importproducten duur zijn en dat de export nadeel ondervindt door hoge transportkosten. Publieke voorzieningen zijn eveneens relatief duur door het ontbreken van schaalvoordelen. Verder zijn deze staten door de relatief geringe nationale markt afhankelijk van het wel en wee van de wereldeconomie, waardoor economische groei wispelturig is. Kleine eilandstaten zijn bovendien kwetsbaar voor natuurrampen en zeespiegelstijging ten gevolge van de opwarming van de Aarde.
Daarom proberen veel van de kleine eilanden nieuwe bronnen van inkomsten aan te boren. Vele hebben toerisme als voornaamste inkomstenbron. Nauru leunde zwaar op de fosfaatwinning, tot het fosfaat op was. IJsland profiteerde economisch van de Amerikaanse basis bij Keflavík en probeerde de bankensector te ontwikkelen. Dat gebeurde op zo'n riskante manier dat de kredietcrisis roet in het eten gooide. Andere proberen zichzelf aan te prijzen als offshore vestigingsplaats voor buitenlandse vennootschappen, belastingparadijs of goedkope vlagstaat voor schepen. Het risico hiervan is dat dit criminelen, belastingontduikers en fraudeurs kan aantrekken en het land een slechte reputatie kan geven. Wanneer dit de spuigaten uitloopt, kunnen grote landen of organisaties als de OESO daartegen economisch een vuist maken, maar de eilandstaat kan er meestal weinig tegen uitrichten.
Hierdoor is een gemêleerd beeld ontstaan. Een aantal kleinere eilandstaten (IJsland, Bahrein, Singapore) heeft zich succesvol ontwikkeld, maar in anderen (Tonga, Kiribati, Marshalleilanden) heerst armoede. Kleine eilandstaten, betiteld als Small Developing Island States (SIDS), krijgen speciale aandacht van de VN. 
Een verdeling naar grondgebied is mogelijk:
- het land bestaat uit één of meerdere grote eilanden (Japan, Verenigd Koninkrijk, IJsland, Nieuw-Zeeland)
- het land bestaat uit vele kleinere eilanden (Filipijnen, Bahama's)
- het land bestaat uit een combinatie van grote en kleine eilanden (Indonesië)
- het land deelt zijn eiland met een ander land (Ierland met het Noord-Ierse deel van het Verenigd Koninkrijk, Papoea-Nieuw-Guinea met West-Papoea dat tot Indonesië behoort, Hispaniola (Dominicaanse Republiek en Haïti)

Australië geldt niet als een eilandstaat, omdat Australië niet als een eiland, maar als een continent beschouwd wordt.